# Lankesteria (plante)
Sous-tribu
Genre
Lankesteria Lindl. est un genre de plantes à fleurs de la famille des Acanthaceae. C'est le genre type et le seul genre de la sous-tribu des Lankesteriinae (sous-tribu monotypique). Les espèces sont originaires d'Afrique tropicale.

## Liste d'espèces
Selon Catalogue of Life (8 janvier 2018) :
- Lankesteria alba Lindau
- Lankesteria barteri Hook. fil.
- Lankesteria brevior C. B. Cl.
- Lankesteria elegans (P. Beauv.) T. Anders.
- Lankesteria glandulosa Benoist
- Lankesteria hispida (Willd.) T. Anders.
- Lankesteria thyrsoidea S. Moore

Selon The Plant List (8 janvier 2018) :
- Lankesteria alba Lindau
- Lankesteria barteri Hook. f.
- Lankesteria brevior C.B.Clarke
- Lankesteria elegans (P.Beauv.) T.Anderson
- Lankesteria glandulosa Benoist
- Lankesteria hispida (Willd.) T. Anderson
- Lankesteria thyrsoidea S. Moore

Selon Tropicos (8 janvier 2018) (Attention liste brute contenant possiblement des synonymes) :
- Lankesteria alba Lindau
- Lankesteria barteri Hook. f.
- Lankesteria batangana
- Lankesteria brevior C.B. Clarke
- Lankesteria elegans (P. Beauv.) T. Anderson
- Lankesteria glandulosa Benoist
- Lankesteria hispida (Willd.) T. Anderson
- Lankesteria parviflora Lindl.
- Lankesteria thyrsoidea S. Moore